# Zakaria Soré
Pour les articles homonymes, voir Soré.
 (août 2024).
La mise en forme du texte ne suit pas les recommandations de Wikipédia : il faut le « wikifier ».
Les points d'amélioration suivants sont les cas les plus fréquents :
- Les titres sont pré-formatés par le logiciel. Ils ne sont ni en capitales, ni en gras.
- Le texte ne doit pas être écrit en capitales (les noms de famille non plus), ni en gras, ni en italique, ni en « petit »…
- Le gras n'est utilisé que pour surligner le titre de l'article dans l'introduction, une seule fois.
- L'italique est rarement utilisé : mots en langue étrangère, titres d'œuvres, noms de bateaux, etc.
- Les citations ne sont pas en italique mais en corps de texte normal. Elles sont entourées par des guillemets français : « et ».
- Les listes à puces sont à éviter, des paragraphes rédigés étant largement préférés. Les tableaux sont à réserver à la présentation de données structurées (résultats, etc.).
- Les appels de note de bas de page (petits chiffres en exposant, introduits par l'outil «  Source ») sont à placer entre la fin de phrase et le point final[comme ça].
- Les liens internes (vers d'autres articles de Wikipédia) sont à choisir avec parcimonie. Créez des liens vers des articles approfondissant le sujet. Les termes génériques sans rapport avec le sujet sont à éviter, ainsi que les répétitions de liens vers un même terme.
- Les liens externes sont à placer uniquement dans une section « Liens externes », à la fin de l'article. Ces liens sont à choisir avec parcimonie suivant les règles définies. Si un lien sert de source à l'article, son insertion dans le texte est à faire par les notes de bas de page.
- La présentation des références doit suivre les conventions bibliographiques. Il est recommandé d'utiliser les modèles {{Ouvrage}}, {{Chapitre}}, {{Article}}, {{Lien web}} et/ou {{Bibliographie}}. Le mode d'édition visuel peut mettre en forme automatiquement les références.
- Insérer une infobox (cadre d'informations à droite) n'est pas obligatoire pour parachever la mise en page.

Pour une aide détaillée, merci de consulter Aide:Wikification.
Si vous pensez que ces points ont été résolus, vous pouvez retirer ce bandeau et améliorer la mise en forme d'un autre article.
Zakaria Soré né au Yatenga au début des années 1980 est un enseignant chercheur, Maître de conférences au département de Sociologie de l’Université Joseph Ki-Zerbo. Il est le Secrétaire général de la présidence du Faso depuis le 20 décembre 2023.

## Biographie
Zakaria Soré,est titulaire d’un Doctorat unique de Sociologie. Enseignant-chercheur, maître assistant au Département de Sociologie de l’Université Joseph-Ki Zerbo, il est depuis décembre 2023 le Secrétaire général de la présidence du Faso,,,, sous Ibrahim Traoré. Chercheur, ses recherches ont porté sur l’éducation, les mouvements sociaux et le développement de la sécurité. Le secrétaire général compte plusieurs publications. Il a été également membre de plusieurs projets de recherche dont – security and fragile states, - the spaece of vigilante legitimacy in Burkina Faso – ‘’ Y’en a marre’’, Filimbi Lucha, Balai citoyen.
Zakaria est aussi chercheur associé de la Chaire de recherche sur l’islam contemporain en Afrique de l’Ouest.

## Publications scientifiques
(août 2024).
Soré, Zakaria, 2022, Petit traité pour transformer les pratiques professionnelles des enseignants. Paris : L’Harmattan.
Soré Zakaria, 2022, « Les étudiants de l’Université Joseph Ki-Zerbo face à la Covid-19. Entre théorie du complot, déni et distanciation vis-à-vis des mesures barrières » in CHARLIER Jean-Emile, HANE Fatoumata, GOUDIABY Jean Alain et CROCHER Sarah, L’école africaine face à la Covid-19, Louvain, Academia, p. 123-146.
Soré Zakaria, ROUAMBA Lydia et MAÏGA Alkassoum, 2021, « Sentiment d’insécurité et qualité de l’enseignement primaire dans la province du Loroum », Cahiers du CERLESH, Tome XXXI, no 69, p. 235-254
Soré Zakaria, CÔTE Muriel et ZONGO Bouraïaman, 2021, « Politiser le « vide sécuritaire »: à propos des groupes d’auto-défense koglweogo au Burkina Faso », Politique africaine, no 163, 2021/3, p. 127-144
DIMÉ Mamadou, KAPAGAMA Pascal, SORÉ Zakaria et TOURÉ Ibrahima, 2021, « »Afrikki mwinda » : Y’en a marre, Balai citoyen, Filimbi et Lucha – catalyseurs d’une dynamique transafricaine de l’engagement citoyen », Afrique et développement, Volume XLVI, No. 1, 2021, p. 71-92.
ROUAMBA Lydia et SORÉ Zakaria, 2021, « Leurre et malheurs du quota genre au Burkina Faso. Une analyse à partir des élections législatives de novembre 2015 », Nouvelles Questions Féministes, 2021/1 (Vol. 40), p. 82-98.
Soré Zakaria et CÔTE Muriel, 2021, « Péril terroriste et reconfiguration des relations forces de défense et de sécurité (FDS) et groupes de vigilantisme au Burkina Faso », in Valérie ROUAMBA-OUEDRAOGO, Crise sécuritaire dans les pays du G5 Sahel. Comprendre pour agir, L’Harmattan-Burkina Faso, p. 263-283.
DIMÉ Mamadou, KAPAGAMA Pascal, SORÉ Zakaria et TOURÉ Ibrahima, 2020, « Entre la rue et l’internet. Pratiques revendicatives et stratégies de mobilisation de Y’en a marre, du Balai citoyen, Filimbi et de la Lucha », Afrique et Développement, Volume XLV, No. 4, 2020, p. 53-76
SORÉ Zakaria et MOYENGA Paul Marie, 2019, « La sanction à l’école au Burkina Faso : entre interdiction, survivance et innovation », Revue internationale de l’éducation Sèvres, no 81, p. 37-44.
SORÉ Zakaria, 2019, « S’adosser à la chefferie traditionnelle pour se développer : la stratégie d’implantation des koglweogo au Burkina Faso », Revue du CAMES, Série B, Sciences sociales et humaines, p. 221-239.
SORÉ Zakaria, 2019, « La mobilité des étudiants à l’université Ouaga I Professeur Joseph Ki-Zerbo ». Dans Elieth P. EYEBIYI & Angèle F. MENDY (dir.), Mobilités, circulations et frontières. Migrations, mobilités et développement en Afrique, Tome I, Lasdel, p. 119-134.
ZONGO Bouraïman & SORÉ Zakaria, 2019, « De l’idée d’une autre école dans le centre Benebnooma de Koudougou. Le sens d’un engagement dans la formation de l’Homme », Cahiers Cerlesh, p. 123-141.
HIEN Y Christophe, Soré Zakaria, & OUEDRAOGO Félix, 2019, « Performances des filles dans les sciences, mathématiques et technologies : essai d’une analyse socio-institutionnelle (SMT) », Science et Technique, no 1, Vol 35, p. 47-59.
SORÉ Zakaria & ZONGO Bouraïman, 2019, « Les cours du soir à Ouagadougou : une école alternative pour les filles de ménage », Nazari, no 008, p. 37-52.
Soré Zakaria, 2018, « Achieve my american dream : Les logiques de migration aux États-Unis des anciens étudiants du Département d’études anglophones de l’Université Ouaga 1 Professeur Joseph Ki-Zerbo », Géo-Regards – Les étudiant-e-s internationaux – No 10, p. 141-154.
Soré Zakaria, « Quand les cadets défont le pouvoir. Anthropologie de la participation des mouvements de jeunes à l’insurrection populaire des 30 et 31 octobre 2014 au Burkina Faso », Actes du colloque Mouvements sociaux et gouvernance en Afrique, Université Ouaga 1 Professeur Joseph Ki-Zerbo.
Soré Zakaria, « L’inopérante quinzaine critique ou l’échec de construction d’une communauté éducative à l’école primaire au Burkina Faso », Nodus Sciendi, No 21, p. 4-20
Soré Zakaria, 2016, « La distinction par le diplôme universitaire ou de la logique de l’inscription dans les études universitaires chez les enseignants du primaire au Burkina Faso », DEZAN, NUMERO 011, Volume 2, décembre 2016, p. 261-276.
MAÏGA Alkassoum et Soré Zakaria, 2015, « Orpaillage et mutation du rapport au savoir : l’or, catalyseur de déperditions scolaires au Burkina Faso », Actes du Colloque international 02 & 03 mars 2015, Bamako, MALI, Éditions Universitaires de Côte d’Ivoire/ROCARE, p. 394-417.
Soré Zakaria et MAÏGA Alkassoum, 2015, « Descendre dans le trou plutôt que d’aller en classe : les sites aurifères artisanaux et les déperditions scolaires au Burkina Faso », Annales de l’université de Ouagadougou, Nouvelle Série, Volume 20, Série Lettres, Sciences Humaines et Sociales, Presse Universitaire de Ouagadougou, p. 289- 320
MAÏGA Alkassoum, NAPON Abou et SORÉ Zakaria, 2015, « Pour un ancrage sociologique de l’alphabétisation au Burkina Faso. Analyse des besoins langagiers des populations burkinabè », Revue internationale d’éducation, Sèvres, no 70, décembre 2015, p. 65-75.
Soré Zakaria, 2015, « Réformes éducatives au Burkina Faso : paradoxes entre taux de scolarisation et qualité de l’enseignement primaire », Bulletin trimestriel de ACID-SA News 014 janvier-mars 2015 p. 12-13.
SORÉ Zakaria, 2014, « Logiques idéologiques et réformes scolaires : une approche socio-historique de l’évolution des politiques éducatives au Burkina Faso », Sciences et techniques, Sciences humaines Vol. 30, no 2 — juillet-décembre 2014, p. 9-22.

## Distinctions
- 2022 : Chevalier de l'ordre de mérite